# Jimmy Eat World
Jimmy Eat World is een Amerikaanse alternatieve-rockband uit Mesa (Arizona), die opgericht is in 1993.

## Geschiedenis
Jimmy Eat World werd opgericht in 1993 in Mesa, Arizona. Zanger-gitarist Jim Adkins en drummer Zach Lind, die al bevriend waren sinds hun jeugd, begonnen een rockgroep samen met gitarist Tom Linton en basgitarist Mitch Porter. Jimmy Eat World nam drie singles op bij het lokale label Wooden Blue Records.
De naam ‘Jimmy Eat World’ komt niet van frontman Jim Adkins. Tom Lintons jongere broertjes, Ed en Jimmy, maakten altijd ruzie toen ze jonger waren. Jimmy, die sterker en zwaarder was, won meestal. Ed, die toen acht jaar oud was, maakte als wraak een krijttekening met Jimmy erop, die de hele wereld in zijn mond schoof, met erbij de tekst ‘Jimmy eat world’.

## Discografie

### Studioalbums
- Jimmy Eat World (1994)
- Static Prevails (1996)
- Clarity (1999)
- Bleed American (retitled Jimmy Eat World, 2001)RIAA;Platinum
- Futures (2004)RIAA;Gold
- Chase this light (2007)
- Invented (2010)
- Damage (2013)
- Integrity Blues (2016)
- Surviving (2019)

### Lp's/ep's
- One, Two, Three, Four (1994)
- Jimmy Eat World EP (1998)
- Last Christmas EP (2001)
- Good to Go EP (2002)
- Firestarter EP (2004)
- Stay on My Side Tonight (2005)

### Splits
- Christie Front Drive/Jimmy Eat World, Split vinyl single (1995)
- Emery/Jimmy Eat World, Split vinyl single (Fall 1995)
- Blueprint/Jimmy Eat World, Split vinyl single
- Less Than Jake/Jimmy Eat World, Split Compact cassette (1996)
- Jimmy Eat World/Sensefield/Mineral, Split vinyl single
- Jejune/Jimmy Eat World, Split vinyl single
- Jimmy Eat World & Jebediah, Split vinyl single (2000)
- Taking Back Sunday/Jimmy Eat World, Split vinyl single (2004)

### Andere
- 1993 demo tape
- Singles (2000)
- Believe in What You Want DVD (2004)